# Podnoszenie ciężarów na Letnich Igrzyskach Olimpijskich 1932 – waga ciężka mężczyzn
Rywalizacja w wadze do 60 kg mężczyzn w podnoszeniu ciężarów na Letnich Igrzyskach Olimpijskich 1932 została rozegrana w dniu 28 lipca 1932 roku. W rywalizacji wystartowało 6 zawodników z 4 krajów.

## Wyniki
| Pozycja | Zawodnik          | Reprezentacja     | Wyciskanie | Wyciskanie | Wyciskanie | Wyciskanie | Rwanie | Rwanie | Rwanie | Rwanie | Podrzut | Podrzut | Podrzut | Podrzut | Wynik |
| Pozycja | Zawodnik          | Reprezentacja     | 1          | 2          | 3          | Wynik      | 1      | 2      | 3      | Wynik  | 1       | 2       | 3       | Wynik   | Wynik |
| ------- | ----------------- | ----------------- | ---------- | ---------- | ---------- | ---------- | ------ | ------ | ------ | ------ | ------- | ------- | ------- | ------- | ----- |
| 1. !    | Jaroslav Skobla   | Czechosłowacja    | 107,5      | 112,5      | 115,0      | 112,5      | 107,5  | 112,5  | 115,0  | 115,0  | 150,0   | 152,5   | –       | 152,5   | 380,0 |
| 2. !    | Václav Pšenička   | Czechosłowacja    | 110,0      | 112,5      | –          | 112,5      | 110,0  | 115,0  | 117,5  | 117,5  | 147,5   | 147,5   | 152,5   | 147,5   | 377,5 |
| 3. !    | Josef Straßberger | Niemcy            | 115,0      | 120,0      | 125,0      | 125,0      | 102,5  | 107,5  | 110,0  | 110,0  | 137,5   | 142,5   | 142,5   | 142,5   | 377,5 |
| 4.      | Marcel Dumoulin   | Francja           | 90,0       | 95,0       | 97,5       | 95,0       | 102,5  | 107,5  | 110,0  | 107,5  | 135,0   | 140,0   | 145,0   | 140,0   | 342,5 |
| 5.      | Albert Manger     | Stany Zjednoczone | 90,0       | 95,0       | 100,0      | 100,0      | 87,5   | 92,5   | 97,5   | 92,5   | 117,5   | 122,5   | 127,5   | 122,5   | 315,0 |
| 6.      | Howard Turbyfill  | Stany Zjednoczone | 77,5       | 82,5       | 82,5       | 77,5       | 95,0   | 100,0  | 100,0  | 95,0   | 127,5   | 132,5   | 137,5   | 132,5   | 305,0 |